# Wasserkirche
La Wasserkirche est l'une des principales églises de la ville de Zurich, en Suisse.

## Histoire
Les découvertes archéologiques faites dans la crypte de l'église ont permis de définir que la petite île située sur la Limmat était déjà un lieu de culte dans les temps anciens.
Selon la légende, vers l'an 300, les saints de la future ville de Zurich et membres de la légion thébaine Felix et Regula furent exécutés sur un bloc erratique situé sur l'île. En l'an 1000, une petite église romane a été construite pour célébrer le culte de ces deux saints ; elle forma alors la troisième étape de la procession qui menait aux deux autres églises de Grossmünster et Fraumünster et est mentionnée pour la première fois dans un document sous le nom latin de ecclesia Aquatica Turicensi avant d'être appelée Wazzirkilcha en 1250.
Au XIIIe siècle, l'église romane a été reconstruite dans le style gothique sur une décision du conseil de ville de 1477. Le nouveau bâtiment est consacré en 1486 et se voit adjoint d'une fontaine d'eau sulfureuse qui avait le pouvoir de guérir les maladies et affections des pèlerins.
Lors de l'instauration de la Réforme protestante en 1524, les peintures, les autels et l'orgue ont été retirés de l'église qui a été utilisée comme entrepôt et brièvement comme marché couvert. En 1634, l'église est transformée à nouveau et devient la première bibliothèque de la ville de Zurich ; à cet effet, le conseil municipal fait ajouter une galerie en bois qui court le long du périmètre intérieur de l'édifice. En 1791, la fontaine qui avait été comblée est remise en service, puis, en 1839, le fossé séparant l'île de la ville est finalement comblé lors de la construction du quai. 

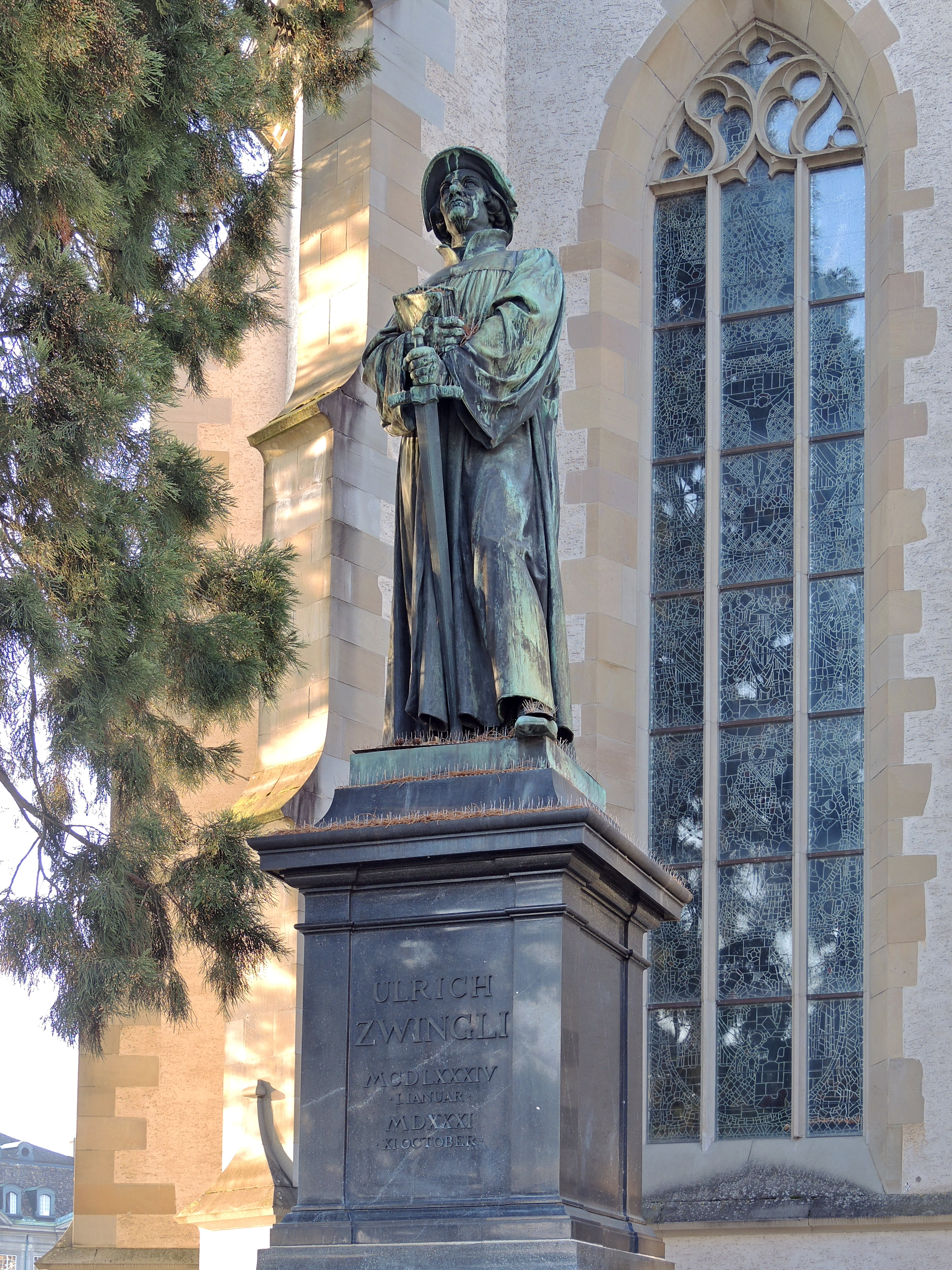
Monument à Ulrich Zwingli.

En 1885 est dévoilé le monument à Ulrich Zwingli au chevet de l'église.
Après le déménagement de la bibliothèque municipale dans ses nouveaux locaux en 1917, l'église est restaurée en 1928 et 1941 et retrouve son statut religieux pour l'église réformée. Elle est inscrite comme bien culturel suisse d'importance nationale.

## Source
- (de) Cet article est partiellement ou en totalité issu de l’article de Wikipédia en allemand intitulé « Wasserkirche » (voir la liste des auteurs).